# Boys Going In
Boys Going In, född 15 mars 2010 i Bredaryd i Jönköpings län, är en svensk varmblodig travhäst. Han inledde karriären hos  Fredrik Persson (2012–2014). Därefter tränades han en kort period av Fabrice Souloy i Frankrike (2015) innan han kom till Johan Untersteiner (2015–2016). Han avslutade karriären hos Per Linderoth (2016–2017).
Boys Going In tävlade åren 2012–2017 och sprang in 2,3 miljoner kronor på 68 starter varav 17 segrar, 7 andraplatser och 6 tredjeplats. Han inledde karriären med fyra raka segrar. Han tog karriärens största seger i Premio Going Kronos (2013). Han har även segrat i Vårfavoriten (2013) och kommit på tredjeplats i Konung Gustaf V:s Pokal (2014). Han deltog i finalen av Svenskt Trav-Kriterium (2013) och slutade där på sjätteplats.